# Hypamblys variabilis
Hypamblys variabilis är en stekelart som beskrevs av Teunissen 1953. Hypamblys variabilis ingår i släktet Hypamblys och familjen brokparasitsteklar. Inga underarter finns listade i Catalogue of Life.